# Prix Lumières
De prix Lumières (ook Trophées Lumières of voorheen Les Lumières de Paris) zijn filmprijzen die jaarlijks worden uitgereikt aan de beste Franse en Franstalige films van het voorgaande jaar sinds 1996. De ceremonie wordt georganiseerd door de Académie des Lumières, die bestaat uit meer dan 200 vertegenwoordigers van de internationale pers die gevestigd zijn te Parijs. 
De prijzen worden enkele weken voor de Césars uitgereikt en zijn het Franse equivalent van de Golden Globe.

## Categorieën
De prijzen worden uitgereikt in de volgende categorieën:
- Beste film
- Beste regisseur
- Beste acteur
- Beste actrice
- Beste scenario
- Beste jong mannelijk talent
- Beste jong vrouwelijk talent
- Beste Franstalige film (sinds 2003)
  - Beste buitenlandse film (1996-2002)
- Beste debuutfilm
- Beste cinematografie
- Beste muziek
- Beste documentaire
- Ere-Lumière